# Golia alla conquista di Bagdad
Golia alla conquista di Bagdad è un film del 1965 diretto da Domenico Paolella.

## Trama
Il re dei Curdi ha rapito la figlia del re di Baghdad per ricattarlo, ma questi manda in soccorso Golia.